# Marie Lahy-Hollebecque
Marie Charlotte Heloïse Hollebecque, épouse Lahy, née le 7 janvier 1881 dans le 1er arrondissement de Paris, ville où elle est morte le 27 janvier 1957 dans le 14e arrondissement, est une essayiste, dramaturge et pédagogue française.

## Biographie
Marie Lahy-Hollebecque a écrit de nombreux ouvrages sur l’éducation. Elle a milité au sein du Comité français de secours aux affamés russes.
Outre ses publications, elle a dirigé la publication de L’Évolution humaine, des origines à nos jours, étude biologique, psychologique et sociologique de l'homme.
Marie Lahy-Hollebecque a également traduit de l’allemand, de l’anglais et du russe en français. Elle est également la fondatrice, en 1945, du bulletin trimestriel du Comité français du cinéma pour la jeunesse qui publiait des critiques et commentaires de films, courts ou longs métrages. Elle est membre du comité directeur du Comité national des écrivains après la Libération.
Un prix Marie Lahy-Hollebecque du Cinéma pour la Jeunesse fut fondé. Une rue de Malakoff, dont elle fut conseillère municipale, a reçu son nom.

## Œuvre
- Les Religions. Étude historique et sociologique du phénomène religieux, Paris, Rivière, 1953.
- La Jeunesse scolaire et la guerre, Didier, 1916.
- Il y avait une fois. Contes pour la jeunesse, A. Quillet.
- Anatole France et la femme, Baudinière, 1924.
- La Grande Nuit d'hiver, théâtre, Gédalge, 1929.
- Agnès et le vaste monde, Lagny, Armand Colin, 1929.
- L’Enfance de Jean-Christophe, pièce en 4 actes et 10 tableaux d'après le roman de Romain Rolland, Préf. Jean Cassou, Paris, A. Michel, 1947.
- L’Enfant au royaume des images, essai sur le cinéma et les jeunes, Préf. Jean-Paul Le Chanois, Paris, l’Union rationaliste, 1956.
- L'Enfant, une cause d'avenir, Paris : Éd. du Sagittaire, 1932.
- La Grande Chose. Interprétation lyrique du phénomène social, Paris, Radot, 1926.
- La Maison de l'enfant, Paris, Ch. Rieder, 1936.
- La Même, en vingt-trois épisodes, Paris, Éditeurs français réunis, 1952.
- Le Féminisme de Schéhérazade. La Révélation des Mille et une nuits, Paris, Radot, 1927 ; réimp.  Schéhérazade ou l’Éducation d’un roi, éd. Pardès coll. Destins de femmes, 1987  (ISBN 978-2-86714-028-0).
- Les Charmeurs d'enfants, Préface d’Édouard Herriot, Paris, Baudinière, 1928.
- Les Mésaventures de Jean-Paul Choppart, pièce en 3 actes et 10 tableaux, mise en scène d’après le roman de Louis Desnoyers, Paris, La Technique du livre, 1939.
- L’Évolution humaine, des origines à nos jours, étude biologique, psychologique et sociologique de l'homme, publiée en collaboration sous la direction de Marie Lahy-Hollebecque. Préface de Paul Langevin. Postface de Jean Sarrailh, Paris, A. Quillet, 1951.
- « L’Enfant devant le cinéma », le Courrier rationaliste, no 12, 25 décembre 1955.
- La Vie ardente de Frédéric Chopin (Librairie des Champs Elysées, 1949, en collaboration avec Tadeusz Mayzner)

Traductions : 
- Romans pour la jeunesse de l'écrivain allemand Erich Kästner : - Le 35 Mai; - Emile et les trois jumeaux; - La Classe volante

- Roman de l'écrivain allemand Wilhem Speyer : Le Combat de la Troisième